# Euthyplocia hecuba
Euthyplocia hecuba är en dagsländeart som först beskrevs av Hagen 1861.  Euthyplocia hecuba ingår i släktet Euthyplocia och familjen Euthyplociidae. Inga underarter finns listade i Catalogue of Life.